# Wendy’s
A Wendy's egy nemzetközi gyorsétteremlánc, amit Dave Thomas alapított 1969. november 15-én az Ohio állambeli Columbusban. A cég a központját 2006-ban áthelyezi az ohiói Dublinba.  A Wendy's 1999 márciusában a világ harmadik legnagyobb gyorséttermi lánca volt, 6650 étteremmel, a Burger Kingnek 12 000-nél is több, míg a McDonald’snak több mint 31 000 étterme volt. A Wendy's éttermek kb 77%-a már ekkor is franchise rendszerű volt. 
2025-ben a világ több mint 30 országában volt jelen és 7200 éttermet működtetett. A globális árbevétele 14,5 milliárd dollár, az éttermek 95 százaléka franchise-partnerek tulajdonában volt. A Wendy's alkalmazottjainak száma 14,500 (2024), de ennél jóval magasabb szám adódik, ha a partnerek általi alkalmazottakat is beleszámítjuk, becslések szerint százezres nagyságú.  Az éttermek 84%-a az Egyesült Államokban található és ezeknek a 93%-a működött franchise rendszerben (2023).

## Története
A cég ismertté vált a négyzet alakú húsukról, a sültkrumplijukról és a Frosty nevezetű desszertjükről. A Wendy's ötlete Dave Thomastól származott, akit a városában levő Kewpee Hamburgers vállalat ihletett meg. A Kewpee olyan hamburgert árult, amelyben négyzet alakú hús volt, hasonlóan ahhoz az étteremhez, amelyet 1969-ben alapított Dave Thomas. Dave Thomas 1971-ben megnyitotta második éttermét is. 2007. március 2-án a colombusi éttermet eladta a Tim Hortonsnak. Régebben terjeszkedtek Európába, Magyarországon hét éttermet is üzemeltettek, de a későbbiekben elhagyták az európai piacot. Magyarországról 2002-ben vonultak ki. Nagy-Britanniában kétszer is jártak, először 1986-ban majd a kivonulásuk után 1992-ben, de azután újra kivonultak az országból.
Az európai terjeszkedést 2022-ben újra kezdték, először az Egyesült Királyságban nyitottak újra éttermeket, ahol 2025 közepére már 45-re nőtt a számuk, míg 2025 tavaszán Romániában is nyitottak egységet. A magyar piacra történő visszatérést franchise-partnerek bevonásával tervezik. Ausztráliában szintén 2025-ben nyitották meg az első éttermet, az év végéig pedig Skóciában és Írországban tervezik a nyitást.  A vállalat célja, hogy 2028-ra 2000 étterme legyen.